# مارشا آیوینز
مارشا سو آیوینز (به انگلیسی: Marsha Sue Ivins) متولد ۱۹۵۱ بالتیمور در مریلند، فضانورد آمریکایی است.
وی دانش‌آموخته دانشگاه کلرادو در بولدر در رشته مهندسی هوافضا است.
خانم آیوینز تا کنون در ماموریت‌های STS-32 و STS-46 و STS-62 و STS-81 و STS-98 شاتل فضایی شرکت کرده‌است.